# Erich Warnecke
Erich Warnecke (* 3. Juli 1904 in Leipzig; † 25. Mai 1961 ebenda) war ein deutscher Maler.

## Leben und Werk
Zur Vita Warneckes gibt es nur wenige Informationen. Er absolvierte in Leipzig eine Lehre als Dekorationsmaler und arbeitete in seinem Beruf. Das Leipziger Adressbuch verzeichnete ihn u. a. 1933, 1943 und 1948 als Dekorationsmaler in der Ernestistraße 13. Warnecke belegte Abendkurse an der Staatlichen Akademie für graphische Künste und Buchgewerbe. Er blieb im Wesentlichen Autodidakt, arbeitete jedoch, wohl neben seiner Brotarbeit als Dekorationsmaler, als freischaffender Künstler. Er war in der Zeit des Nationalsozialismus obligatorisch Mitglied der Reichskammer der bildenden Künste.
Nach der Teilnahme als Soldat der Wehrmacht am Zweiten Weltkrieg und der Kriegsgefangenschaft lebte Warnecke wieder in Leipzig. Er war Mitglied des Verbands Bildender Künstler der DDR. Bilder Warneckes wurden u. a. von Volkseigenen Betrieben und Institutionen angekauft.

## Werke (Auswahl)
- Gewitter (vor 1947, Öl)[1]
- Nr. 2 Krakow/See (1956, Öl auf Hartfaser, 42 × 58 cm; Kunstarchiv Beeskow)
- Opernneubau Leipzig (1959, Öl auf Hartfaser, 61,3 × 86,3 cm; Sächsischer Kunstfonds)

## Teilnahme an Ausstellungen
- 1943: Leipzig, Museum der bildenden Künste („Große Leipziger Kunstausstellung“)
- 1947: Leipzig, Museum der bildenden Künste („1. Leipziger Graphikschau“)
- 1947: Leipzig, Museum der bildenden Künste („Malerei der Gegenwart“)[2]
- 1953, 1955, 1956 und 1958: Leipzig, Bezirkskunstausstellungen
- postum 1965: Leipzig, Museum der Bildenden Künste („500 Jahre Kunst in Leipzig“)